# 三峯神社 (世田谷区砧)
三峯神社（みつみねじんじゃ）は、東京都世田谷区の神社。地名を冠して砧三峯神社（きぬたみつみねじんじゃ）とも称される。

## 歴史
江戸時代中期に創建された。秩父の三峯神社から分霊を勧請したといわれている。
江戸時代より「三峯講」が組織され、代表らによる秩父三峯神社への代参が行われていた。
元々は住民が自主管理する祠に過ぎなかったが、戦後より整備拡張が行われ、1970年（昭和45年）に宗教法人の設立登記が行われた。現在では神社本庁を包括宗教法人とする神社となっている。

## 交通アクセス
- 祖師ヶ谷大蔵駅より徒歩8分。